# 汗德尕特河
汗德尕特河，位于中华人民共和国新疆维吾尔自治区阿勒泰地区阿勒泰市东部，是克兰河左岸支流。发源于阿尔泰山南坡，蜿蜒向南，流经汗德尕特蒙古族乡所在的喇嘛昭盆地，之后向南穿越前山丘陵峡谷区，于康里克台附近折向西，在红墩镇罕德拉台汇入克兰河。河长35.4千米，流域面积300平方千米。汗德尕特河流域生活的蒙古族牧民属乌梁海人后裔。